# Abbàs ibn Abi-l-Futuh
Al-Àfdal Rukn-ad-Din Abu-l-Fadl Abbàs ibn Abi-l-Futuh Yahya ibn Tamim ibn Muïzz ibn Badis as-Sinhají, més conegut simplement com a Abbàs ibn Abi-l-Futuh (1115-1154) fou visir dels fatimites d'Egipte. Era descendent dels zírides. La seva mare, en enviudar, es va casar amb Al-Àdil ibn Sallar (Ibn Sal·lar) comandant fatimita d'Alexandria i Al-Buhayra, el qual es va revoltar el 544 de l'hègira (1149-1150) contra el nou visir Ibn Masal, i va obligar el califa a nomenar-lo visir. Abbàs fou encarregat pel seu padrastre de perseguir al fugit Ibn Masal (que fou mort el 24 de març de 1150).
El 1153 fou nomenat governador d'Ascaló, el darrer bastió fatimita a Síria però abans de sortir va decidir assassinar el seu padrastre i ocupar el visirat (3 d'abril de 1153). Va ocupar llavors el més alt càrrec del govern fatimita mentre els croats s'apoderaven d'Ascaló el 20 d'agost del mateix any. El 16 d'abril de 1154, creient que anava a actuar en contra seu, va fer matar el califa Adh-Dhàfir i molts dels seus parents i va posar al tron a Al-Fàïz, de quatre anys i fill de l'assassinat. Contra això es va aixecar Talaï ibn Ruzzik governador d'Asyut. Abbàs va haver de fugir cap a Síria però fou mort pels croats el 7 de juny de 1154; el seu propi fill Nàssir-ad-Din Nasr fou fet presoner pels croats i entregat al nou govern fatimita, essent executat uns dies després.